# Faden (Garnmaß)
Der Faden, auch Weiffaden, war die kleinste Einheit eines alten Längen- und Stückmaßes für Garn in einem Strang. 
Beim Aufwinden des Garns auf die Zählhaspel, auch Weife genannt,  wurde nacheinander jeweils eine regional unterschiedliche Anzahl sogenannter Faden zu einem Gebinde verschnürt oder abgebunden (daher der Name „Gebinde“). Eine bestimmte Menge Gebinde bildete schließlich den fertigen Garnstrang. Ein Faden wurde durch eine volle Umdrehung einer Haspel abgemessen. Die Fadenlänge war daher vom Umfang der Haspel abhängig, der wiederum auch vom Material des zu messenden Garnes, also Baumwolle, Wolle, Leinen oder Hanf, bestimmt wurde.
Die Werte eines Fadens waren, wie es vor der Einführung des Dezimalsystems üblich war, regional sehr unterschiedlich, wurde in den üblichen Längenmaßen, wie beispielsweise Elle, Zoll oder Fuß gemessen und war die Basis für den Handel.

## BerlinundPreußen
- 1 Faden = 3,5 Berliner Ellen

## Böhmen,MährenundÖsterreichisch-Schlesien
- 1 Faden feines Leinengarn = 3 Ellen (böhm.) = 790 Pariser Linien = 1,682 Metre
- 1 Faden grobes Garn = 4 Ellen (Böhm.) = 1053 Pariser Linien = 2,376 Metre

## Breslau
- 1 Enden = 4 Ellen (alte Breslauer) = 3,455 Ellen (Preuß.) = 2,304 Meter

## Danzig/Ermland
- 1 Draden = 3 ½ Berliner Ellen = 2,33 Meter

## England,Irland,Schottland
- 1 Faden = 1,5 Yard = 608 Pariser Linien = 1,371 Metre
- 1 Faden Leinengarn = 2 ½ Yard = 1013 7/20 Pariser Linien = 2,285 Metre
- 1 Faden Wollgarn = 1 Yard = 405 7/20 Pariser Linien = 0,914 Metre

## Fulda
- 1 Weife (Faden) Leinengarn = 5 ¼ Ellen (Fuldaische) = 1065 4/5 Pariser Linien = 2,4 Meter[1]

## Hannover
- 1 Faden Leinengarn = 3 ¾ Ellen

## Kurfürstentum Hessen
- 1 Faden = 4 Kasseler Ellen 3 Zoll = 2,35 Meter
- 1 Gebinde = 60 Faden
- 1 Strang = 20 Gebinde = 1200 Faden = 3827 Hannoversche Ellen = 2820 Meter

oder 
- 1 Gebinde = 40 Faden
- 1 Strang = 30 Gebinde = 1200 Faden[2]

## Königsberg
- 1 Faden = 3,5 Berliner Ellen

## Österreich
- 1 Faden Wolle oder Baumwolle = 2 ¼ Wiener Ellen = 776 Pariser Linien = 1,753 Metre
- 1 Gebinde = 50 Faden
- 1 Strehn = 350 Faden
- 1 Faden Leinengarn = 1,25 Wiener Ellen = 0,974 Meter

oder
- 1 Faden Leinengarn = 2,5 Wiener Ellen = 2,33764 Meter

## Quedlinburg
- 1 Faden = 3,5 Calenberger Ellen
- 10 Schock = 6000 Faden

## Schweiz, St. Gallen
- 1 Faden Baumwollgarn = 4 bis 5 Fuß

## Königreich Württemberg
- 1 Faden = 1,5 Ellen (württemberg.)

oder
- 1 Faden = 2 Ellen (württemberg.)